# Plecia acuminata
Plecia acuminata är en tvåvingeart som beskrevs av Hardy 1968. Plecia acuminata ingår i släktet Plecia och familjen hårmyggor. Inga underarter finns listade i Catalogue of Life.